# 이두알 포엘 압 아나라우드
이두알 포엘 압 아라나우드(웨일스어: Idwal Foel ab Anarawd→아라나우드의 아들 대머리 이두알: ?-942년경)는 10세기 웨일스의 귀네드의 왕이었다. 아베르프로가 사람으로, 아나라우드 압 로드리의 아들로서 부왕을 계승해 즉위했다.
916년경 즉위했는데, 924년 잉글랜드에 애설스탠이 즉위하면서 애설스탠과 동맹을 맺었다. 애설스탠은 브리튼섬 전체에 자신의 권력을 세울 야심을 갖고 있었기에 이두알은 927년, 928년, 937년 세 차례에 걸쳐 잉글랜드 궁정을 방문하며 애설스탠에게 예를 표했다. 927년 방문 때 이두알은 애설스탠의 스코트인에 대한 원정에 동의한다는 헌장을 작성했고, 같은 해 데헤우바르스의 허우엘 드다, 구엔트의 모르간 압 오와인과 함께 애설스탠을 따라 스코틀랜드로 종군하여 어스트라드클리드 국왕 오와인 압 더픈왈과 대치했다. 이 때 패배한 오와인은 잉글랜드에 칭신하고 성탄절 때 잉글랜드 궁정을 알현해야 했다.
939년 애설스탠이 죽고 이복동생 에드먼드가 즉위했다. 942년 이두알은 색슨인들이 데헤우바르스의 허우엘을 지지하여 자신을 폐위할 것이라 생각하고 동생 엘리세드와 함께 웨일스의 색슨인들을 공격했다. 하지만 그 전투 와중에 형제가 모두 전사했다. 귀네드 왕위는 이두알의 아들 이아고 또는 이에우압에게 돌아가야 했지만 허우엘이 침공해와 귀네드 왕위를 찬탈했다.

## 참고 자료
- John Edward Lloyd (1911). A history of Wales: from the earliest times to the Edwardian conquest. Longmans, Green & Co.